# Dina Gutiérrez Salazar
Dina Lucy Gutiérrez Salazar (Tucapel, 26 de octubre de 1953) es una ingeniera agrícola, empresaria y mujer política, exalcaldesa y concejala de Tucapel hasta las elecciones municipales de 2016. Fue además Jefa de Desarrollo Rural de Tucapel bajo la Administración Municipal de Jaime Veloso entre diciembre de 2016 y diciembre de 2019, tras no ser seleccionada para ejercer el cargo en el Concurso Público que elaboró la Municipalidad de Tucapel.

## Vida personal
Nació en Tucapel el 26 de octubre de 1953, aunque su Certificado de Nacimiento le asigna un mes más tarde en el mismo día y año de su nacimiento. Es Hija de Manuel Gutiérrez Alvarado y Adelaida Salazar.
Realizó sus estudios de Enseñanza Básica en la Escuela E-1013 de Tucapel, los correspondientes a la Enseñanza Media en el Liceo de Niñas de Chillán y finalmente se Licenció de Técnica Agrícola Sanitaria en la Universidad de Concepción.
Contrajo Matrimonio en Huépil, el 4 de febrero de 1982, con el ingeniero agrónomo, empresario agrícola y político Edgardo Vargas de la Cruz.
con el que tiene tres hijos, la Odontóloga Estrella Romanneth (31), el Ingeniero en Informática Edgardo Patricio (27) y la estudiante de Odontología Rocío Soledad (23).

## Carrera política
Desde el año 1992 militó en el Partido Por la Democracia hasta fines de abril de 2015, cuando presentó la renuncia ante el SERVEL tras 23 Años de militancia.
El 6 de diciembre de 2004, asumió como concejala, en esta ocasión acompañada de su amigo Juan Villalobos Araya, posteriormente fue reelegida en las elecciones municipales de 2008, periodo que no completó por ser elegida Alcaldesa el 24 de abril de 2012.
El 10 de mayo de 2012 y con un especial saludo a las madres en el Teatro de Huépil, asumió como la primera Alcaldesa de Tucapel y devolvió a manos de la Nueva Mayoría esta comuna, tras la destitución de Jaime Veloso como Alcalde por irregularidades ocurridas durante su periodo como alcalde.
Durante su gestión de 7 meses logró avanzar en la entrega de las viviendas sociales, entrega de becas y beneficios a los sectores más vulnerables, realizó gestiones en Salud trayendo médicos especialistas a las Postas Rurales de la comuna, además de ordenar varias auditorías y sumarios dentro de la Municipalidad para esclarecer los fondos perdidos durante la Administración Veloso. Bajo su Administración se entregaron 4 Villas de viviendas sociales, se aprobó el proyecto de la nueva plaza de Tucapel, el nuevo CESFAM, además creó la oficina Seguridad Vecinal y Oficina de Turismo.
Tras las elecciones municipales de 2012, Gutiérrez no postulo a la Alcaldía de la comuna, realizando un trato con el Partido Demócrata Cristiano quién en una Alianza Independiente postulo al empresario José Fernández, dejando en claro que está iría a la Alcaldía en las Municipales de 2016, este resultó elegido Alcalde, Gutiérrez postulo como Concejal obteniendo la mayoría de los votos, asumiendo el 6 de diciembre, junto al nuevo Concejo Municipal, la ceremonia se llevó a cabo en el gimnasio Bicentenario de Huépil.
El 2014 y tras diversos cuestionamientos al primer año de Gobierno de Fernández por parte de Gutiérrez este en conversaciones con Felipe Harboe desiciden bloquearla para que no se postulara a la Alcaldía inscribiendo en el PPD a Fernández y realizando la vieja trampa del que tiene mantiene.
Durante las Municipales de 2016, Gutiérrez se presentó como Independiente al Concejo Municipal no obteniendo la mayoría para resultar electa,  está derrota muchos analistas se la atribuyen a la descalificación y difamación entregadas por la Nueva Mayoría (en especial del PPD y la DC) a la ciudadanía en sus diversos actos de campaña.

## Historial electoral

### Elecciones municipales de 2008
- Elecciones municipales de 2008, para el concejo municipal de Tucapel[1]

(Se consideran candidatos electos)
| Candidato                        | Pacto                          | Partido | Votos | Lugar | Resultado |
| -------------------------------- | ------------------------------ | ------- | ----- | ----- | --------- |
| José Bernabé Pereira Vásquez     | Alianza                        | RN      | 934   | 2°    | Concejal  |
| Dina Lucy Gutiérrez Salazar      | Concertación por la Democracia | PPD     | 593   | 3°    | Concejal  |
| Viviana Yanet Urra Riquelme      | Concertación por la Democracia | DC      | 587   |       | Concejal  |
| Magaly del Carmen Jara Hernández | Alianza                        | RN      | 1028  | 1°    | Concejal  |
| María Angélica Castro Parra      | Alianza                        | RN      | 360   |       | Concejal  |
| Horacio Cofre Valenzuela         | Concertación por la Democracia | PS      | 234   |       | Concejal  |

### Elecciones Internas Alcalde de Tucapel 2012
Está se llevó a Cabo en la Sesión Municipal del 18 de abril de 2012, Donde se presentaron dos Candidatas.
| Candidato                        | Pacto                          | Partido | Votos | %      | Resultado |
| -------------------------------- | ------------------------------ | ------- | ----- | ------ | --------- |
| Magaly del Carmen Jara Hernández | Alianza                        | RN      | 2     | 33,33% |           |
| Dina Lucy Gutiérrez Salazar      | Concertación por la Democracia | PPD     | 4     | 66,67% | Alcaldesa |

### Elecciones municipales de 2012
- Elecciones municipales de 2012, para el concejo municipal de Tucapel[1]

(Se consideran candidatos electos)
| Candidato                        | Pacto                          | Partido       | Votos | Lugar | Resultado |
| -------------------------------- | ------------------------------ | ------------- | ----- | ----- | --------- |
| Jorge Hernán Riquelme Ferrada    | Independiente fuera de Pacto   | Independiente | 596   |       | Concejal  |
| Dina Lucy Gutiérrez Salazar      | Concertación por la Democracia | PPD           | 1095  | 1°    | Concejal  |
| Héctor Cordova Sabbah            | Concertación por la Democracia | PPD           | 326   |       | Concejal  |
| Magaly del Carmen Jara Hernández | Alianza                        | RN            | 1040  | 2°    | Concejal  |
| Luis Cesar Romero Jara           | Concertación por la Democracia | PDC           | 308   |       | Concejal  |
| Jaime Alberto Henríquez Vega     | Concertación por la Democracia | PDC           | 890   | 3°    | Concejal  |